# Alwar
Alwar è una città dell'India di 260.245 abitanti, capoluogo del distretto di Alwar, nello stato federato del Rajasthan. In base al numero di abitanti la città rientra nella classe I (da 100.000 persone in su).

## Geografia fisica
La città è situata a 27° 34' 0 N e 76° 35' 60 E e ha un'altitudine di 270 m s.l.m..

## Società

### Evoluzione demografica
Al censimento del 2001 la popolazione di Alwar assommava a 260.245 persone, delle quali 139.141 maschi e 121.104 femmine. I bambini di età inferiore o uguale ai sei anni assommavano a 33.762, dei quali 18.424 maschi e 15.338 femmine. Infine, coloro che erano in grado di saper almeno leggere e scrivere erano 189.126, dei quali 111.192 maschi e 77.934 femmine.